# 乙锗烷
乙锗烷是锗的一种氢化物，化学式为Ge2H6。锗化镁（Mg2Ge）的水解可以制得乙锗烷在内的多种锗烷，其中73.6%为GeH4，20%为Ge2H6，而Ge3H8只有1%。它的空间构型与乙烷类似。

## 合成
乙锗烷于1924年由Dennis、Corey和Moore首次合成和研究。他们的方法涉及使用盐酸水解锗化镁。在接下来的十年中，使用电子衍射研究确定了乙锗烷和丙锗烷的许多特性。对该化合物的进一步计算涉及对各种反应的检查，例如热裂解和氧化。
乙锗烷与甲锗烷一起通过用硼氢化钠还原二氧化锗而产生。尽管主要产品是甲锗烷，但除了微量的丙锗烷外，还会产生可量化的乙锗烷。它也由镁锗合金的水解产生。

## 反应
乙锗烷的反应在第14族元素碳和硅的类似化合物之间表现出一些差异。然而，仍然有一些相似之处，特别是在热裂解反应方面。
乙锗烷的氧化发生在比甲锗烷更低的温度下。该反应的产物氧化锗已被证明可以作为反应的催化剂。这举例说明了锗与其他第14族元素碳和硅之间的根本区别（二氧化碳和二氧化硅不表现出相同的催化特性）。
2Ge2H6 + 7O2 → 4GeO2 + 6H2O
在液氨中，二锗烷发生歧化反应。氨作为弱碱性催化剂。该反应的产物是氢气、锗烷和固态聚合锗氢化物。
建议二锗烷的热裂解遵循多个步骤：
Ge2H6 → 2GeH3
GeH3 + Ge2H6 → GeH4 + Ge2H5
Ge2H5 → GeH2 + GeH3
GeH2 → Ge + H2
2GeH2 → GeH4 + Ge
nGeH2 → (GeH2)n
已发现这种热裂解比乙硅烷的热解更吸热。这种差异归因于Ge-H键相对于Si-H键的更大强度。如上述机理的最后一个反应所示，乙锗烷的热解可能会引起GeH2基团的聚合，其中GeH3充当链增长剂并释放出分子氢气。乙锗烷在金上的脱氢导致锗纳米线的形成。
二锗烷是Ge2H5ECF3的前体，其中E是硫或硒。这些三氟甲硫基和三氟甲基硒基代衍生物比乙锗烷本身具有明显更高的热稳定性。

## 应用
乙锗烷的应用范围有限；锗烷本身是优选的挥发性氢化锗。通常，乙锗烷主要用作锗的前体，用于各种应用。乙锗烷可用于通过化学气相沉积沉积含锗半导体